# 岸和田市立天神山小学校
岸和田市立天神山小学校（きしわだしりつ てんじんやましょうがっこう）は、大阪府岸和田市にある公立小学校である。2012年（平成24年）現在の児童数は150名 ~ 130名である。

## クラブ活動

### 運動部
- 屋外スポーツ部
- 屋内スポーツ部

### 文化部
- ものづくり部
- パソコン部
- 科学部

## 通学区域
- 畑町、流木町（水道路の東側）、天神山1丁目、天神山2丁目、天神山3丁目、神須屋町[2]